# Antichloris nigrolineta
Antichloris nigrolineta är en fjärilsart som beskrevs av Rothschild 1912. Antichloris nigrolineta ingår i släktet Antichloris och familjen björnspinnare. Inga underarter finns listade i Catalogue of Life.